# Другата Русия
Другата Русия (на руски: Другая Россия) е руска политическа коалиция, създадена на 2006 година от няколко разнородни партии, противопоставящи се на президента Владимир Путин. През 2010 е пререгистрирана като партия, с лидер Едуард Лимонов. От 23 май 2011 участва в коалицията Комитет за национално спасение.